# Mount Seelig
Mount Seelig ist ein 3020 m hoher Berg im westantarktischen Ellsworthland. Er ist der größte und höchste Berg des Whitmoregebirges und ragt am nordöstlichen Ende dieser Gruppe auf.
Der US-amerikanischen Kartograf William Hanell Chapman (1927–2007) kartierte ihn am 2. Januar 1959 im Zuge einer Erkundungsreise des United States Geological Survey zu den Horlick Mountains zwischen 1958 und 1959. Chapman benannte den Berg nach seinem Kollegen Walter Roy Seelig (1919–2005) von der National Science Foundation, der zwischen 1971 und 1986 an elf Kampagnen im Rahmen des United States Antarctic Research Program teilnahm und von 1976 bis 1986 Vorsitzender des Advisory Committee on Antarctic Names war.